# Péninsule de Macao
La péninsule de Macao est la partie la plus ancienne et la plus peuplée de la région administrative spéciale de Macao (Macao) et possède une superficie d'environ 9,3 km2. Elle est située dans le sud de l'île de Zhongshan (ancienne île de Xiangshan), dans la province de Canton, en Chine.

## Géographie
Elle était à l'origine une île et est devenue une péninsule, par l'effet de l'accumulation des déchets naturels (accumulation de la boue venue de la rivière des Perles, qui a déposé principalement dans la région plus au nord, formant un isthme qui se relie au reste de la Chine).
Aujourd'hui, la péninsule est entourée d'eau sur tous les côtés à l'exception du nord, qui est relié à la ville chinoise de Zhuhai, la limite de la presqu'île marquée par le poste frontière Portas do Cerco (situé dans l'extrême-nord de celle-ci). Le sud, est relié à l'île de Taipa par 3 ponts (le Pont de l'Amitié, Pont Governador Nobre de Carvalho et Sai Van). La distance entre l'extrême-nord (Portas do Cerco) et l'extrême sud (Barra) de la péninsule est d'environ 4 km. À l'ouest, est situé le Port Intérieur. Il est dit que les premiers marins portugais à Macao ont débarqué sur la côte ouest de la péninsule. Pour atteindre la côte, ils ont dû naviguer dans les eaux du port intérieur. Enfin, à l'est est situé le Port Extérieur.
La colline de Guia, avec 90 mètres est le point culminant de la péninsule, et c'est là que se situe la Forteresse de la Guia. De nombreuses zones marginales, ont été construites à l'embouchure de la rivière des Perles. Au début du XXe siècle, la péninsule faisait seulement 3,2 km2 contre 9,3 aujourd'hui.
Auparavant, jusqu'en 1999, lorsque Macao était encore sous administration portugaise, la péninsule, sur le plan administratif, correspondait à la municipalité de Macao, qui a été supprimée peu de temps après la création de la RAS. Celle-ci était divisée en 5 paroisses administratives actuellement sans pouvoir, mais reconnu par le gouvernement comme des divisions symboliques :
- Freguesia da Sé
- Freguesia de Nossa Senhora de Fátima
- Freguesia de São Lázaro
- Freguesia de Santo António
- Freguesia de São Lourenço

## Histoire

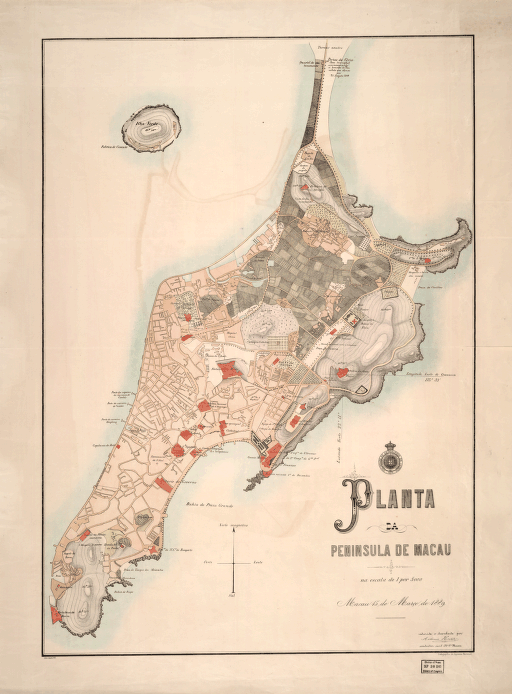
Carte de la péninsule de Macao publiée en 1889.

Selon les études archéologiques, cette région était déjà habitée par des Chinois il y a 4000 à 6000 ans. Au cours du XIIIe siècle, il semble que quelques Chinois se sont installés dans le nord, dans la région de Mong-ha. Au cours de la dynastie Ming, de nombreux pêcheurs de Canton et Fujian s'installèrent à Macao, ils sont d'ailleurs à l'origine du célèbre Temple d'A-Ma. Les Portugais sont arrivés au XVIe siècle, plus précisément en l'an 1554 ou 1557. Ils ont installé dans la péninsule le premier comptoir commercial (après culturelles et religieuses) européen en Chine, ce qui aboutit à la fondation de la  Cidade do Santo Nome de Deus de Macau (« ville du Saint Nom de Dieu Macao »), le fier et fidèle défenseur de la présence portugaise et de la culture de l'Extrême-Orient.
Le territoire de Macao, incluant la péninsule et les îles, a été rétrocédé par le Portugal à la Chine en 1999.

## Démographie
C'est dans la péninsule de Macao que se concentre la plupart de la population du territoire, l'activité principale, les principaux organes politiques et administratifs, la plupart de l'industrie, les principaux services et l'équipement culturels. Elle a une population de 388 600 habitants (environ 73,3 % de la population totale de la RAS de Macao).